# Pfaffenheim
Pfaffenheim – miejscowość i gmina we Francji, w regionie Grand Est, w departamencie Górny Ren.
Według danych na rok 1990 gminę zamieszkiwało 1130 osób, 78 os./km².